# فرانثيسكو غويواغا
فرانثيسكو غارثيا كامانيو غويواغا (بالإسبانية: Francisco García Caamaño Goyoaga، ولد في 16 مايو 1975، مدريد، إسبانيا - توفي في مدريد، 26 مايو 1980) فارس إسباني.
حاز على الميدالية الذهبية في بطولة العالم لقفز الحواجز عام 1953.

## إنجازاته

### بطولة العالم لقفز الحواجز (الفروسية)
- 1953 باريس  فرنسا:  ميدالية ذهبية في قفز الحواجز الفردي.
- 1954 مدريد  إسبانيا:  ميدالية برونزية في قفز الحواجز الفردي.
- 1956 آخن  ألمانيا:  ميدالية فضية في قفز الحواجز الفردي.

## روابط خارجية
- فرانثيسكو غويواغا على موقع أوليمبيديا (الإنجليزية)